# Jan Pysz
Jan Pysz (ur. 24 października 1912 w Grodzisku Górnym, zm. ?) – polski rolnik i działacz komunistyczny, poseł na Sejm PRL IV kadencji.

## Życiorys
Uzyskał wykształcenie podstawowe, z zawodu rolnik. Należał do Związku Młodzieży Wiejskiej RP „Wici”, w 1932 wstąpił do Komunistycznej Partii Polski. Organizował strajki chłopskie w rodzinnej wsi oraz marsz chłopów leżajskich na Łańcut. W trakcie okupacji niemieckiej walczył w Batalionach Chłopskich. W 1946 został członkiem Polskiej Partii Robotniczej, z którą w 1948 przystąpił do Polskiej Zjednoczonej Partii Robotniczej. W PZPR był członkiem komitetów powiatowego i wojewódzkiego. Pełnił funkcję przewodniczącego prezydium Gromadzkiej Rady Narodowej w Grodzisku Górnym. W 1965 uzyskał mandat posła na Sejm PRL IV kadencji w okręgu Jarosław, w trakcie kadencji zasiadał w Komisji Planu Gospodarczego, Budżetu i Finansów.
Odznaczony Krzyżem Kawalerskim Orderu Odrodzenia Polski oraz Złotym Krzyżem Zasługi.